# Чемпіонат Швеції з футболу 1922
Svenska Mästerskapet 1922 — чемпіонат Швеції з футболу. Проводився за кубковою системою. У чемпіонаті брали участь 68 клубів. 
Чемпіоном Швеції став клуб ГАІС Гетеборг.

## Півфінали
17 вересня 1922 ГАІС Гетеборг — «Юргорден» ІФ (Стокгольм) 4:2
17 вересня 1922 «Гаммарбю» ІФ (Стокгольм) — «Ергрюте» ІС (Гетеборг) 2:1

## Фінал
8 жовтня 1922 ГАІС Гетеборг — «Гаммарбю» ІФ (Стокгольм) 3:1